# The Cosmos Rocks
The Cosmos Rocks is het eerste studioalbum afkomstig uit de samenwerking tussen de Britse rockband Queen & zanger Paul Rodgers. Het is uitgebracht op 15 september 2008. Queen bestaat nog alleen uit May en Taylor. Oorspronkelijke bassist John Deacon had er geen zin meer in, maar wordt nog wel in het dankwoord genoemd. Het album is opgedragen aan de in 1991 overleden oorspronkelijke zanger Freddie Mercury. Van het album worden verschillende versies uitgebracht. De cd is verkrijgbaar met en zonder bonus-dvd. Op de dvd staat een samenvatting van een concertregistratie uit Japan, eerder in zijn volledigheid uitgebracht op Super Live In Japan. Hiernaast is het album ook verkrijgbaar als elpee en is er een speciale editie verkrijgbaar via de iTunes Store. Bij deze laatste versie is een coverversie van het nummer 'Runaway' van Del Shannon toegevoegd.

## Muziek
Het stemgeluid van Rodgers zorgt ervoor dat het album meer klinkt als een voortzetting van Bad Company, dan als een voortzetting binnen het oeuvre van Queen. Het album sluit qua muzieksfeer aan op Queen en Queen II, recht door zee-rock. Say It's Not True lijkt nog geschreven op de stem van Freddie Mercury.

## Album

### Compact disc

#### Musici
- May, Taylor en Rodgers - alle instrumenten en zang
- Taylor Hawkins (Foo Fighters) - achtergrondzang op "C-lebrity".

#### Tracks
1. "Cosmos Rockin'" 4:10 (Roger Taylor)
2. "Time to Shine" 4:23 (Paul Rodgers)
3. "Still Burnin'" 4:04 (Brian May)
4. "Small" 4:39 (Taylor)
5. "Warboys" 3:18 (Rodgers)
6. "We Believe" 6:08 (May)
7. "Call Me" 2:59 (Rodgers)
8. "Voodoo" 4:27 (Rodgers)
9. "Some Things That Glitter" 4:03 (May)
10. "C-lebrity" 3:38 (Taylor)
11. "Through the Night" 4:54 (Rodgers)
12. "Say It's Not True" 4:00 (Taylor)
13. "Surf's Up ... School's Out!" 5:38 (Taylor)
14. "Small Reprise" 2:05 (Taylor)
15. "Runaway" (alleen op de iTunes uitgave) 5:28 (Del Shannon/Max Crook)

- "Small" en "Say It's Not True" verschenen later ook op het soloalbum van Taylor, Fun on Earth.

### Bonus-dvd Super Live in Japan
1. "Reaching Out" (Andy Hill/Don Black)
2. "Tie Your Mother Down" (May)
3. "Fat Bottomed Girls" (May)
4. "Another One Bites the Dust" (John Deacon)
5. "Fire and Water" (Rodgers/Andy Fraser)
6. "Crazy Little Thing Called Love" (Freddie Mercury)
7. "Teo Torriatte (Let Us Cling Together)" (May)
8. "These Are the Days of Our Lives" (Queen)
9. "Radio Ga Ga" (Taylor)
10. "Can't Get Enough" (Mick Ralphs)
11. "I Was Born to Love You" (Mercury)
12. "All Right Now" (Rodgers/Fraser)
13. "We Will Rock You" (May)
14. "We Are the Champions" (Mercury)
15. "God Save the Queen" (traditioneel, arr. May)

#### Musici
- Rodgers - zang;
- May - gitaar;
- Taylor - slagwerk met
- Spike Edney - toetsen en zang,
- Jamie Moses - gitaar en zang
- Danny Miranda - basgitaar